# Michael Schumacher
Michael Schumacher (tyskt uttal: [ˈmɪçaʔeːl ˈʃuːmaxɐ] ( lyssna)), född 3 januari 1969 i Hürth-Hermülheim, är en tysk före detta racerförare och sjufaldig världsmästare i Formel 1.
Efter karriären skadades han svårt i huvudet vid en skidolycka 2013. Han låg länge i koma efter olyckan och sedan dess har det enbart kommit knapphändiga uppgifter om hans hälsotillstånd.
Michael Schumacher bor i Genève i Schweiz. Han är bror till racerföraren Ralf Schumacher och hans son Mick Schumacher körde i Formel 1 säsongerna 2021 och 2022. Schumacher hade tidigare rekordet för flest vunna F1-lopp (91) men det blev slaget av Lewis Hamilton under 2020 års säsong. Schumacher delar för närvarande rekordet för flest mästartitlar (7) med Lewis Hamilton.

## Sammanfattning
Michael Schumacher debuterade i formel 1 för Jordan i Belgien 1991. Han avslutade karriären för Ferrari efter 2006 års säsong. 2010 återkom han till formel 1 med Mercedes där han körde till och med säsongen 2012. Schumacher är tangerat med Lewis Hamilton världens mest framgångsrika formel 1-förare med sina sju VM-titlar, varav fem stycken i rad. Schumacher blev mästare säsongerna 1994, 1995, 2000, 2001, 2002, 2003 och 2004. De två första vann han med Benetton och de fem sista med Ferrari.
Säsongen 1996 kom Schumacher trea för Ferrari, 1997 diskvalificerades han från andraplatsen efter att medvetet ha trängt Jacques Villeneuve av banan under Europas Grand Prix och 1998 blev Schumacher tvåa. 
Efter en avåkning strax efter starten i Storbritannien 1999 fick Schumacher frakturer på ett skenben och ett vadben och blev borta i sex lopp. Olyckan orsakades av ett fel på bromsarna och det oturliga i sammanhanget var att loppet hade stoppats strax innan Schumacher körde av rakt in i en skyddsbarriär. 
Säsongen 2000 var han tillbaka och blev då den förste Ferrariföraren som vann VM-titeln efter Jody Scheckter 1979.
Schumachers bror, Ralf Schumacher, har också varit formel 1-förare. Samma dag som deras mor dog, den 20 april 2003, startade bröderna i San Marino 2003. Michael och Ralf sade att de gjorde detta med moderns goda minne. Dessutom stod de båda i första startledet. Michael vann tävlingen, och Ralf kom på fjärde plats. Under prisceremonin bar Michael Schumacher sorgband och grät medan den tyska nationalsången spelades. Ingen av förarna på pallen, Michael Schumacher, Kimi Räikkönen och Rubens Barrichello, öppnade sina champagneflaskor. Michael Schumacher blev historisk den 13 juni 2004 när han vann i Kanada för sjunde gången. Han blev då den förste att vinna ett enskilt Grand Prix så många gånger. Schumacher blev historisk igen den 15 augusti 2004 då han vann i Ungern, vilket var hans tolfte seger under samma säsong. I Japan stod han överst på prispallen för trettonde gången av 18 möjliga.
Säsongen 2005 var Ferraribilen långt ifrån lika konkurrenskraftig som under fjolåret. Trots detta lyckades Schumacher med en tredje plats i förarmästerskapet och Ferrari tog tredjeplatsen även i konstruktörsmästerskapet.
Säsongen 2006 började med en andraplats. Ferrari verkade ha problem med livslängden på sina V8-motorer, vilket lett till att Schumacher fått starta långt bak. Schumacher startade dock från pole position i San Marinos Grand Prix 2006 och lyckades hålla undan för Fernando Alonso och vinna på hemmabanan. Detta var Schumachers 66:e pole position, vilket är en mer än Ayrton Sennas tidigare rekord.
I slutet av kvalificeringen i Monaco 2006 tycktes Schumacher låsa sina bromsar för att sedan komma långt ut vid ingången i den sista kurvan före start och mål, La Rascasse. Han återfick kontrollen över bilen och undvek att köra in i skyddsbarriären men fick istället motorstopp och blockerade därmed banan delvis. Detta tvingade de efterföljande förarna, bland annat Fernando Alonso, att sakta ner och hindrade dem från att förbättra sina tider. Schumacher fråntogs senare sin pole position, som istället blev Alonsos, och fick som bestraffning inta den sista startrutan. Stallet valde då att göra ett motorbyte, så Schumacher fick istället starta från depån.
Schumacher har vunnit Frankrikes Grand Prix åtta gånger, vilket är rekord för antalet segrar i ett enskilt Grand Prix. Han har också vunnit USA:s Grand Prix fem gånger vilket är rekord för alla racingklasser på Indianapolis Motor Speedway. Schumacher är även känd för ett antal skandaler, den senaste var "motorstoppet" under kvalet i Monaco 2006. Han var mycket nära att ta sin åttonde världsmästartitel 2006, men misslyckades efter ett motorhaveri i Japan 2006. På presskonferensen efter Italiens Grand Prix 2006 meddelade vinnaren av loppet, Michael Schumacher, att han skulle sluta tävla i F1 efter säsongen 2006. Han fortsatte dock inom F1, men nu som assistent till Ferraris stallchef.
Schumacher fick motta utmärkelsen Fia Gold Medal 2006.
I november 2007 var Schumacher en av stallets testförare vid utprovningen av bilar utan traction-control.
2010 gjorde Schumacher comeback i Formel 1 med Mercedes Grand Prix, tillsammans med Nico Rosberg. Schumacher körde sin sista säsong 2012 innan han lade hjälmen på hyllan.
Asteroiden 15761 Schumi är uppkallad efter honom.

## Skidolyckan i Frankrike 2013
Den 29 december 2013 skadades Schumacher allvarligt vid off-pistskidåkning i franska Méribel. Han föll, slog huvudet i en sten och fick allvarliga skador och försattes i konstgjord koma. Hans tillstånd var länge mycket kritiskt, men han vaknade ur koman efter nästan sex månader och flyttades den 16 juni 2014 till ett annat sjukhus för rehabilitering. Sedan september 2014 är Schumacher hemma hos familjen. En person som har haft regelbunden kontakt med familjen är Ferraris tidigare stallchef Luca Di Montezemolo. Italienaren har tidigare gett dystra rapporter om Schumachers tillstånd. Den förre stallchefen har uttalat att Schumacher "reagerar" – men inte specificerat sig mer.[källa behövs]
Den 9 september 2019 blev Schumacher för några dagar inlagt på ett sjukhus i Paris för att genomgå en terapi med stamceller.

## Racingkarriär

### Starten
Michael Schumacher började köra karting som fyraåring 1973. I början tävlade han inte, utan körde för att han tyckte det var kul. Så småningom började han tävla, men han hade inte formel 1 som mål, utan gjorde enbart det bästa han kunde och hoppades att det skulle leda någonstans. Han hade det ganska svårt i skolan, därför att han bara tänkte på nästa gokarttävling. Han utbildade sig dock till bilmekaniker så småningom. 1985 upptäcktes Schumacher av Willi Weber när han körde en tävling i en mindre formelbilsklass i regnet på Österreichring. Senare har Weber sagt att från den dagen visste han att Schumacher skulle nå formel 1. Han blev först Schumachers rådgivare och sedan hans manager och placerade honom i sitt Formel Königstall 1988. Schumacher tackade genom att bli tysk mästare i Formel König och dessutom bli tvåa i Formel Fords europaserie, slagen av Mika Salo. 
1989 fick Schumacher chansen i Tyska F3-mästerskapet. Han hade två tuffa konkurrenter i den något äldre österrikaren Karl Wendlinger och tysken Heinz-Harald Frentzen. Det blev en rekordjämn säsong som avgjordes i sista tävlingen. Wendlinger vann före Frentzen och Schumacher. Året därpå dubblerade Schumacher och körde sportvagnar för Mercedes samt i Tyska F3-mästerskapet. Han vann det tyska mästerskapet och kom åtta i sportvagns-VM. Dessutom vann han det prestigefyllda Macaos Grand Prix och 1991 fortsatte han för Mercedes och övertygade ännu mer, genom att vinna på Autopolis. Han körde även en tävling i Formel Nippon där han kom tvåa på Sugo i Japan.
När formel 1-föraren Bertrand Gachot fick fängelse för att ha sprutat tårgas på en taxichaufför i London, blev hans plats i Jordan ledig. Weber såg möjligheten och sökte platsen åt sin förare. Schumacher fick testa på Silverstones korta bana och imponerade så mycket att Jordan sa åt honom att spara sin kvalmotor till formel 1-debuten.

### 1991
Säsongen 1991 fick Schumacher chansen att köra för Jordan i Belgien. Han lyckades sensationellt komma på sjunde plats i kvalet, på en bana som han enbart hade cyklat på tidigare! Schumacher övertygade enormt och utklassade sin mer erfarne stallkamrat Andrea De Cesaris. Schumachers koppling brann dock upp i starten. Schumacher hade ändå fått blickarna på sig, bland annat av Flavio Briatore och Tom Walkinshaw i Benetton, som bestämde sig för att värva honom. De kontaktade F1:s guru Bernie Ecclestone, som såg stor potential i den unge tysken, vilket skulle kunna väcka det slumrande F1-intresset i Tyskland, Västeuropas folkrikaste land.
Benetton tog därför Schumacher från en frustrerad Eddie Jordan, som dock fick några miljoner dollar som tröst, vilket ironiskt nog räddade hans stall från konkurs. Schumacher gjorde sin debut för Benetton i Italiens Grand Prix 1991 där han kom femma. I Spanien var han sedan med i kampen om segern innan han snurrade av banan och slutade sexa. Han kom även sexa i Portugal och bärgade därmed sammanlagt fyra poäng till Benetton och ett nytt kontrakt. När Nelson Piquet sedan bestämde sig för att sluta var Schumacher plötsligt hela Benettons hopp.

### 1992
Säsongen 1992 var Schumacher Benettons obestridde försteförare. Hans nye stallkamrat Martin Brundle skulle knappast kunna hota honom ute på banan. Schumacher tog emot förtroendet bra och tog sin första pallplats genom att komma trea i Mexiko. I det följande loppet i Brasilien kom Schumacher trea igen. I Spanien kom han tvåa, vilket var hans dittills bästa placering. Sedan dröjde det till mitten av säsongen innan han tog någon ny pallplats. Men han imponerade ändå genom sin mogna körning och sin snabbhet.
I Tysklands Grand Prix, som var hans första hemmalopp, tog han en tredjeplats och F1-intresset i Tyskland blev jättehögt. 
I Belgien några veckor senare vann han sitt första F1-lopp efter att ha kört ifrån Nigel Mansell och Ayrton Senna i regnet. Schumacher tog ytterligare ett par pallplatser, bland annat en andraplats i Australien, och när säsongen var slut hade den 23-årige tysken sensationellt slagit fjolårsmästaren Ayrton Senna. Schumacher slutade trea i förar-VM på 53 poäng före fyran Senna på 50. Schumacher sågs som framtidens stjärna och den som skulle ta hem Tysklands första VM-titel och redan då ansågs han vara Tysklands störste förare genom tiderna.

### 1993
Säsongen 1993 blev Riccardo Patrese, som kommit tvåa i förar-VM för Williams säsongen innan, ny stallkamrat. Många trodde att Patrese skull bli en tuffare medtävlare än Brundle, men Schumacher visade att de hade fel genom att ta fler pallplatser än säsongen innan. Schumacher tog dock inte lika många poäng, därför att hans bil havererade i flera lopp, bland annat i Monaco, då han ledde racet på väg emot segern. 
Schumacher tog under säsongen en förstaplats och fem andraplatser. Han kom tvåa i San Marino, Kanada, Storbritannien, Tyskland och Belgien. Schumacher vann deltävlingen i Portugal, vilket var hans andra F1-seger i karriären. Han körde där mycket rutinerat, speciellt när han attackerades av Williamsföraren Alain Prost i slutet av loppet. Schumacher tog sammanlagt 52 poäng och blev fyra i förar-VM, medan Patrese tog 20 poäng och blev femma. Det senare räckte dock inte, utan Patrese fick lämna stallet.

### VM-titeln 1994
Säsongen 1994 var Schumacher försteförare medan J.J. Lehto och Jos Verstappen alternerade som andreförare i Benetton. 
Schumachers bil var mycket snabb på testerna, men brasilianen Ayrton Senna i Williams  var ändå storfavorit. 
I premiären i Brasilien tog Schumacher andra startrutan bakom Senna och låg länge tvåa innan han i samband med ett depåstopp tog sig förbi Senna. Detta överraskade Senna som i sin hetsjakt på Schumacher snurrade han av banan, varefter Schumacher lätt kunde vinna loppet. 
I det följande  Stilla havets Grand Prix vann Schumacher åter igen överlägset, sedan Senna kraschat i första kurvan.
Inför San Marinos Grand Prix hade Schumacher sammanlagt 20 poäng mot Sennas noll. Senna tog pole position och ledde loppet då han på sjunde varvet plötsligt kraschade och skadades så svårt att han avled. En chockad Schumacher lyckades trots den tragiska händelsen ta sig samman och vinna i San Marino.
I Monaco tog Schumacher sin fjärde raka seger och närmade sig Nigel Mansells rekord på fem raka vinster från säsongsstarten. Det blev dock inte så eftersom han bara slutade tvåa i Spanien. En anledning till detta var att Schumacher hade transmissionsproblem som gjorde att han enbart kunde använda femmans växel under två tredjedelar av loppet. F1-världen häpnade när de fick reda på Schumachers otroliga körning, eftersom de flesta andra i samma situation skulle brutit direkt. Men Schumacher var annorlunda, vilket han visade med sin överlägsna seger i Kanada.
Han vann även i Frankrike, men här började vissa problem dyka upp. Denna säsong hade traction control och launch control, som är ett startsystem, förbjudits. Schumachers överlägsenhet gjorde att folk misstänkte att han använde traction control och hans mästerliga start i Frankrike gjorde att många även misstänkte att han använde launch control. I Storbritannien blev det ytterligare problem, när Schumacher körde om Damon Hill på uppvärmningsvarvet och sedan ignorerade svartflaggan. I Tyskland var Schumacher på väg mot en topplacering när hans motor exploderade. 
I Ungern tog han sin sjunde seger för säsongen och ledde VM-tabellen med 31 poäng. I Belgien skulle han vunnit sitt åttonde lopp för säsongen, om inte FIA hade diskvalificerat Schumacher för en alltför sliten kontrollplanka under bilen. Benetton överklagade beslutet, men förgäves. Schumacher blev dessutom avstängd från två tävlingar för svartflaggsincidenten i Storbritannien. 
Hill vann alla tre loppen medan Schumacher blev poänglös.  En revanschsugen Schumacher återvände lagom till Europas Grand Prix, där han också vann. 
Han blev dock slagen av Hill i Japan och inför finalen i Australien var det Schumacher som hade pressen på sig. Han kraschade under fredagsträningen, men klarade sig oskadd. Schumacher kvalade in som tvåa och Hill som trea. Dessa båda tog starten och körde ifrån de andra. På varv 37 kraschade Schumacher och skadade då höger framhjul. Han tog sig upp på banan igen och körde mot depån när han blev påkörd av Hill. Schumacher parkerade bredvid banan medan Hill fortsatte till depån i hopp om att kunna fortsätta. Det kunde dock inte Hill, vilket gladde Schumacher, som såg detta på en storbildsskärm. Många ansåg att Schumacher hade fuskat då han insett att han knappast skulle komma i mål. Schumacher ansåg däremot att Hill gjort en medveten attack. Incidenten utreddes aldrig, varför Schumacher stod kvar som världsmästare 1994.

### VM-titeln 1995
Säsongen 1995 var Schumacher knapp favorit eftersom Benetton hade bytt motorer från Ford till Renault. Därmed hade Benetton samma kraft som Williams. Schumacher fick även Johnny Herbert från det bankrutta Lotus som ny stallkamrat. Schumacher vann premiären i Brasilien, men sedan fick bränslepartnern Elf problem. 
Både Benetton och Williams hade kört med regelstridigt bränsle och segraren Schumacher och tvåan David Coulthard riskerade därför att bli diskvalificerade. De klarade sig dock och fick behålla sina placeringar, medan stallen blev av med sina poäng. 
I Argentina kom Schumacher trea, medan ärkerivalen Damon Hill vann och närmade sig i VM-tabellen. I deltävlingen i San Marino kraschade Schumacher i Piratella när han ledde loppet. Hill vann och tog över VM-ledningen. Racet i Spanien var en av Benettons största framgångar när Schumacher och Herbert tog en dubbelseger. Hill kom fyra och Schumacher övertog ledningen sammanlagt. Den drygade han ut efter en taktisk seger i Monaco, där han tog sig förbi Hill i samband med depåstoppet. Schumacher såg ut att vara på väg mot en ny seger i Kanada, men fick tekniska problem och slutade på femte plats. I Frankrike vann sedan Schumacher och drygade ut ledningen i förarmästerskapet.
Nu började Hill känna av pressen och i deltävlingen i Storbritannien ledde Schumacher när Hill körde på honom bakifrån. Trots att det uppenbart var Hills misstag, delades inga bestraffningar ut. I Tyskland fick Schumacher revansch och vann enkelt efter att Hill snurrat av. I Ungern knappade Hill in försprånget genom att vinna efter att Schumacher fått motorproblem. Efter loppet i Ungern offentliggjordes det att Schumacher skulle köra för Ferrari säsongen 1996. Benetton ville behålla Schumacher men han ville ha en ny utmaning, plus att han skulle bli den bäst betalda föraren i formel 1.
Schumacher vann därefter i Belgien, vilket visade att hans nyskrivna kontrakt inte påverkade resultatet den innevarande säsongen. Det var dock Schumachers mest omstridda seger under 1995. Han kom från sextonde startplats och ledde i regnet när han sedan hindrade Hill. Tysken fick ett villkorligt straff och fick behålla segern. I augusti 1995 gifte sig Schumacher med sin Corinna.
I Italien blev han återigen påkörd av Hill. Den här gången blev Schumacher mycket arg och skällde ut den engelske föraren. Efter loppet hade Schumacher kvar sin 15 poängs marginal från Belgien. I Portugal kom han tvåa före trean Hill och utökade därmed sin ledning i mästerskapet. I Europas Grand Prix på Nürburgring lyckades Schumacher ta sig förbi den ledande Jean Alesi i Ferrari och vinna loppet. I och med detta behövde Schumacher bara sex poäng till för att vinna förarmästerskapet. Schumacher vann dock även Pacific Grand Prix och säkrade därmed titeln med två deltävlingar kvar. Han vann även i Japan och låg därmed 43 poäng före Hill. I avslutningsloppet i Australien kolliderade Schumacher och bröt, men det spelade ingen roll eftersom han åter var världsmästare och dessutom hade utmaningen i Ferrari att se fram emot.

### 1996
Säsongen 1996 blev mycket spännande för Schumacher och Ferrari. Schumacher trodde att de skulle få svårt att vinna mästerskapet första säsongen och att de behövde tid att jobba ihop. Schumachers första uppdrag blev att hitta en lämplig stallkamrat. Han valde David Coulthard, men denne hade hört hur det var att vara Schumachers stallkamrat och gick istället till McLaren. Stallet frågade då Schumacher om han kunde tänka sig italienaren Nicola Larini, men han avböjde för att inte riskera att Ferraris mekaniker skulle gynna sin landsman. Valet föll istället på Eddie Irvine, som köptes ut ifrån Jordan för stora pengar.
I premiären i Australien kvalade Irvine sensationellt in före Schumacher, men denne tog sig dock snabbt förbi Irvine och låg trea när han tvingades bryta loppet. I Brasilien hade Schumacher ingen chans mot de snabbare Williams- och Benetton-bilarna och slutade trea. 
I Argentina överraskade Schumacher genom att kvala in som tvåa. Han låg sedan två i loppet när hans bakvinge gick sönder. I Europas Grand Prix blev Schumacher tvåa efter att ha jagat Jacques Villeneuve mot slutet utan att kunna pressa honom till något misstag. Detta var dock Schumachers dittills bästa placering för Ferrari. I San Marino tog Schumacher sin första pole position för Ferrari inför alla tifosis vid Rivazza. Schumacher missade dock i starten och fick sedan nöja sig med en andraplats bakom Damon Hill. 
I Monaco tog Schumacher ännu en pole position, men han kraschade sedan i Portier under det första varvet.
I Spanien ösregnade det, vilket krävde stor förarskicklighet. 
Schumacher föll från tredje till nionde plats i starten, men gjorde sedan en fantastisk uppåkning och åkte i åttor runt konkurrenterna och tog sin första seger för Ferrari. 
I Kanada kom ett bakslag för Schumacher, som tvingades bryta loppet. I Frankrike tog Schumacher pole position, men motorn brann upp under uppvärmningsvarvet! Storbritanniens Grand Prix blev ännu ett fiasko för Schumacher, som fick tekniska problem redan i början av loppet. I Tyskland lyckades dock Schumacher komma i mål, vilket han gjorde som fyra. I Ungern bröt Schumacher ånyo och behöll sin fjärdeplats i VM-tabellen. 
I Belgien vann sedan Schumacher sensationellt på torr bana. I Italien fokuserades kampen mellan Williamsförarna, men när de båda gjorde bort sig, tog sig Schumacher förbi och vann sin tredje seger för säsongen och Ferraris första seger på hemmaplan sedan 1988. I Portugal tog Schumacher en tredjeplats och genom att komma tvåa i Japan säkrade han tredjeplatsen i förar-VM 1996 med 59 poäng.

### 1997
Inför säsongen 1997 hade Ferrari och Schumacher stora förhoppningar. Bilen var fortfarande inte tillräckligt snabb, men Schumacher var en mycket skicklig förare. I Australien kom Schumacher tvåa bakom David Coulthard i McLaren, efter att både Jacques Villeneuve och Heinz-Harald Frentzen i Williams brutit. 
I Brasilien kom Schumacher på femte plats, medan favoriten till förartiteln, Jacques Villeneuve, vann loppet. 
I Argentina bröt Schumacher efter en startkollision medan Villeneuve vann igen. Det såg nu hopplöst ut för Schumacher att vinna titeln. 
I San Marino kom Schumacher tvåa, slagen av Frentzen, medan Villeneuve bröt och blev poänglös. I Monaco lyckades Schumacher dock vinna och överta ledningen i förar-VM efter att Villeneuve snurrat av. Schumacher fick dock bara behålla ledningen i två veckor, eftersom Villeneuve vann i Spanien och Schumacher kom fyra. Förar-VM utvecklades nu till en duell då Schumacher vann i Kanada medan trean Olivier Panis i Prost kraschade och bröt benet. 
I Frankrike vann Schumacher igen medan Villeneuve blev fyra och ledde nu förar-VM med 14 poäng. I Storbritannien vann Villeneuve samtidigt som Schumacher tvingades bryta. När sedan Villeneuve bröt i Tyskland kom Schumachers chans, men han slutade tvåa och ledningen minskade till tio poäng. Villeneuve vann i Ungern medan Schumacher kom fyra, vilket minskade poängskillnaden ytterligare. 
Schumacher tog dock revansch i regnet i Belgien, där han vann enkelt medan Villeneuve kom femma. I Italien kom Villeneuve femma och Schumacher sexa och i Österrike vann Villeneuve medan Schumacher blev sexa igen, vilket minskade försprånget till en poäng. I Luxemburg blev Schumacher pååkt av sin bror Ralf Schumacher i första kurvan medan Villeneuve vann loppet. Villeneuve ledde nu förar-VM med nio poäng före Schumacher. 
I Japan tog Villeneuve pole position och Schumacher kvalade in som tvåa. Villeneuve, som misstänktes ha kört om under gulflagg, Schumacher och Eddie Irvine tog täten i starten. Villeneuve försökte hindra Schumacher i Esses,  men eftersom han troligen skulle diskvalificeras körde han långsamt för att Schumacher skulle komma ikapp. Villeneuve blev sedan omkörd i samma kurva av Irvine och Schumacher. Irvine släppte sedan förbi sin stallkamrat, som övertog ledningen. 
Villeneuve kom femma men blev inte oväntat diskvalificerad. Det innebar att Schumacher nu ledde sammanlagt med en poäng. 
I Europas Grand Prix på Jerez kvalade Villeneuve, Schumacher och Frentzen in på samma tid och startordningen avgjordes av vem som satte kvaltiden först. Det var dock troligen var fel på tidtagaruret, de tre förarna var visserligen jämbördiga, men knappast på tusendelen. Schumacher tog starten före Villeneuve och Frentzen och ledde när han plötsligt fick problem och tappade fart. Villenuve kom ikapp och satsade på en omkörning i Curva Dry Sack. Schumacher, som insåg att han höll på att förlora mästerskapet, styrde in i Villenuve. Schumacher snurrade själv av banan medan Villeneuve fortsatte och kom trea i loppet och tog VM-titeln. Schumacher diskvalificerades senare och fråntogs sin andraplats i förarmästerskapet.

### 1998
Inför säsongen 1998 var Ferrari ännu mer taggade, efter den som de tyckte, orättvisa behandlingen av Schumacher säsongen innan. Schumacher erkände att han hade gjort ett misstag, men tyckte att domen var för hård, medan de brittiska stallen, som hade hoppats på en avstängning, var upprörda. Den nya bilen F300 var snabb redan från början, men det var uppenbart att även McLarens bilar med förarna David Coulthard och Mika Häkkinen var snabba. Några trodde dock att McLaren testkörde med lätta bränsletankar för att få fler sponsorer. Många såg dock Ferrari som favoriter, eftersom Williams hade blivit av med sina Renault-motorer.
I premiären i Australien låg Schumacher på tredje plats när han fick motorproblem och tvingades bryta loppet. I Brasilien lyckades Schumacher ta sig i mål och slutade där på en tredje plats. I Argentina vann Schumacher sensationellt, då han lyckades slå de överlägsna McLaren-bilarna. I San Marino kom Schumacher tvåa efter Coulthard samtidigt som Häkkinen bröt, vilket innebar att Schumacher var sex poäng från VM-ledningen. I Spanien blev placeringarna Häkkinen, Coulthard och Schumacher igen, vilket försämrade för tysken. Läget förvärrades i Monaco då Häkkinen vann och Schumacher blev poänglös efter en krock med Alexander Wurz.
I det följande loppet i Kanada hade Schumacher stor press på sig då han helt enkelt var tvungen att vinna. Loppet blev mycket underligt. Häkkinen fick växellådeproblem på första varvet och även Coulthard fick problem senare varför vägen verkade öppen för Schumachers andra seger under säsongen. När Schumacher kom ut från depån stötte han till Heinz-Harald Frentzen som snurrade av medan Schumacher fick ett stopp-och-gå-straff. Schumacher kom ut därifrån som trea. Efter att ha blivit fult blockerad av Damon Hill, tog han sig ändå förbi honom och satte upp jakten på den ledande Giancarlo Fisichella. Han kom förbi även honom och vann loppet överlägset och låg nu tvåa, 12 poäng bakom Häkkinen, i VM-tabellen. I Frankrike kom Ferraris första dubbelseger på åtta år, vilket inte hade skett sedan i Spanien 1990. Schumacher kvalade in som tvåa och tog starten före stallkamraten Eddie Irvine, som smög sig upp från fjärde plats när Häkkinen gjorde en dålig start. Schumacher drog sedan enkelt ifrån både Irvine och Häkkinen.
I Storbritannien vann Schumacher på ett annorlunda sätt. Han låg efter McLarenbilarna då det började regna. Coulthard snurrade av banan och säkerhetsbilen kom ut. Schumacher bröt då mot reglerna och körde om Wurz men det dröjde innan domarna märkte något. Schumacher fick dock ett stop-and-go-straff, som han tog på sista varvet i depån. McLarens stallchef Ron Dennis blev mycket arg och anklagade FIA för att gynna Ferrari. Senare räknades dessutom tidstillägget bort eftersom straffet delats ut för sent i loppet. Nu låg Schumacher bara två poäng efter Häkkinen i VM-tabellen så i Österrike var det finländaren som hade pressen på sig. Schumacher stod dock för misstaget och kom bara trea bakom Häkkinen och Coulthard. Detta var tungt för Schumacher, som dessutom bara kvalade in på nionde plats i Tyskland. Han gjorde visserligen en hyfsad körning och kom i mål som femma, men Häkkinen vann igen och ledde nu förarmästerskapet med 16 poäng. Ferrari hade nu pressen på sig när serien kom till Ungern. Schumacher kvalade in som trea bakom Häkkinen och Coulthard vilket innebar problem då han inte kunde ta sig förbi Coulthard. Schumacher smet då istället in i depån för ett kort andra stopp. Stallets tekniske direktör Ross Brawn berättade då att Schumacher behövde ta in 25 sekunder på 19 varv, vilket ofta är omöjligt men som skedde nu. Schumacher gjorde en serie snabba varv och tog som mest in två sekunder per varv på McLaren-bilarna, vilket är anmärkningsvärt på en av de kortaste F1-banorna. När Schumacher kom ut ur depån efter sitt sista depåstopp så ledde han tävlingen och kunde defilera i mål med Häkkinen på sjätte plats.
I den följande deltävlingen i Belgien gick det dåligt för både Ferrari och McLaren. Schumacher hann undan kraschen i starten och behövde därför inte byta bil. Häkkinen bröt loppet i omstarten efter att ha krockat med Irvine. I samband med en varvning körde Schumacher in i Coulthard vilken hade saktad ner mitt i racelinjen på den våta banan med obefintlig sikt. Båda tog sig tillbaka till depån där en Schumacher mycket upprörd begav sig till Coulthards garage.
Märkligt nog fick varken Irvine eller Coulthard några straff för de onödiga och fula manövrarna. 
I det följande loppet i Italien var McLaren favorit med tanke på deras snabba Mercedes-motorer. Schumacher överraskade dock och tog pole position. I starten tappade han dock placeringar och kom iväg som femma, men kunde ganska snabbt köra upp till en tredjeplats. I mitten av loppet fick Coulthard ett motorhaveri samtidigt som Häkkinen passerades av Schumacher. Häkkinen jagade sedan Schumacher men fick något fel och åkte av banan men kom tillbaka. Schumacher vann loppet och Häkkinen kom slutade fyra, vilket innebar att de båda nu delade ledningen i VM-tabellen.
Luxemburgs Grand Prix skulle bli avgörande för Schumacher och Häkkinen. Schumacher tog pole position före Irvine, Coulthard och Häkkinen. Irvine tog starten, men Schumacher tog sig snabbt förbi stallkamraten. Irvine försökte stänga Häkkinen men misslyckades, varför denne tog sig förbi och tog upp jakten på ledaren. I samband med första depåstoppet passerade Häkkinen Schumacher, som sedan inte kunde komma tillbaka. 
I Japan var Schumacher tvungen att vinna, samtidigt som Häkkinen inte fick komma bättre än trea. Hoppet dog dock när Schumacher fick stopp på startplattan och tvingades starta sist. Schumacher gjorde sedan rejäl uppkörning och låg trea när ett däck exploderade och hans säsong var över. Det spelade dock ingen roll eftersom Häkkinen vann loppet och därmed VM-titeln. Detta var dock Schumachers dittills bästa säsong i Ferrari.

### 1999
Inför säsongen 1999 var förväntningarna höga på att Schumacher skulle vinna Scuderia Ferraris första VM-titel sedan Jody Scheckter vann 1979. Det visade sig dock att McLaren med förarna Mika Häkkinen och David Coulthard hade en lika snabb bil som säsongen innan.
Premiärloppet i Australien vanns dock överraskande av Schumachers stallkamrat Eddie Irvine sedan Schumacher fått stopp på griden och McLarenförarna fått tekniska problem. Trots Irvines seger ansåg många att det stod 0-0 i kampen om förartiteln. I Brasilien vann sedan Häkkinen med Schumacher på andra plats. 
När serien kom till San Marino såg McLaren starka ut men Häkkinen gjorde ett misstag och kraschade i ledning. Schumacher utnyttjade möjligheten, tog sig förbi Coulthard i samband med depåstoppet och vann loppet. I Monaco hade Häkkinen pole position före Schumacher, som dock tog starten och sedan vann sitt andra lopp i rad. Irvine lyckades dessutom komma tvåa, vilket gav Ferrari en överraskande dubbelseger. 
I Spanien kvalade Schumacher in bakom Häkkinen, Irvine och Coulthard. Han tog sig dock förbi Irvine och slutade trea i loppet och behöll ledningen i VM-tabellen. I Kanada ledde Schumacher och var på väg mot seger när han fick sladd och snurrade av och tillät Häkkinen vinna racet. I Frankrike var han åter på väg mot en seger när han fick problem med bilen och kom femma. I Storbritannien var Schumacher nära en katastrof när han efter ett bromsfel kraschade rakt mot en däckvall och bröt benet. Han blev borta i tre månader och hans chans att ta VM-titeln var borta.
Schumacher var tillbaka i den näst sista deltävlingen i Malaysia för att hjälpa sin stallkamrat Irvine, som nu sensationellt var med i kampen om förarmästerskapstiteln. Schumacher tog pole position överlägset. I loppet försökte han sedan köra långsamt men drog trots detta ifrån de andra. Mot slutet släppte han förbi Irvine och gick själv i mål som tvåa. Inför säsongsavslutningen i Japan stod det snart klart att Irvine inte skulle kunna vinna mästerskapet av egen kraft, men inte ens Schumacher kunde stoppa Häkkinen som därmed tog sin andra raka förartitel.
En tröst för Ferrari var att de vann konstruktörstiteln före McLaren 1999.

### VM-titeln 2000
Inför säsongen 2000 var Schumacher bekymrad eftersom han inte vunnit förartiteln sedan 1995 och det gick till och med rykten om en flytt till McLaren. Båda parter förnekade detta, men Ron Dennis har erkänt efteråt att samtal förts men att Schumachers starka känslor för Ferrari fick honom att stanna. Tidigare stallkamraten Eddie Irvine flyttade till Jaguar och ersattes av brasilianen Rubens Barrichello.
I premiärloppet i Australien kvalade Schumacher in som trea bakom McLarenförarna Mika Häkkinen och David Coulthard och det såg då ut att bli ännu en frustrerande säsong. Precis som säsongen innan fungerade dock inte McLarenbilarnas tekniska system, varför Schumacher kunde vinna loppet, till skillnad från året före. Brasilien vann Schumacher igen, efter att Häkkinen hade brutit. Schumacher hade dock motorproblem under de sista varven, men lyckades ändå komma i mål efter att ha dragit ner varvtalet. Coulthard diskvalificerades vilket gjorde att Schumacher nu hade 20 poäng och McLarenförarna noll i VM-tabellen. 
I San Marino ökade skillnaden ytterligare, efter att han vunnit en taktisk seger över Häkkinen. Han hade nu 21 poängs marginal i VM-tabellen till tvåan Barrichello, varför många trodde att mästerskapet var avgjort. I Storbritannien visade dock Coulthard och Häkkinen att mästerskapet levde genom att komma före Schumacher. 
Häkkinen vann sedan före Coulthard i Spanien, medan Schumacher fick en punktering och kom femma, vilket minskade Schumachers försprång ytterligare. Schumacher svarade sedan med att vinna Europas Grand Prix på hemmabanan Nürburgring.  Han kom ikapp Häkkinen i regnet och gjorde en perfekt omkörning i Veedol och hade sedan inga problem att hålla undan. 
I Monaco tog sedan Schumacher pole position, före Jarno Trulli, Coulthard, Heinz-Harald Frentzen och Häkkinen. Trulli och Frentzen kunde blockera Coulthard och Häkkinen, och gjorde så också. Schumacher var på väg mot en överlägsen seger när hjulupphängningen gick sönder och han tvingades bryta medan Coulthard vann loppet. Schumacher vann sedan i Kanada trots vissa problem med bilen under den avslutande stinten. Han fick dock hjälp av Barrichello, som agerade sköld mot konkurrenterna. I Frankrike blev det dock tuffare. Schumacher, som startade från pole position, stängde Coulthard så att Barrichello kunde komma in i första kurvan som tvåa. Barrichello tappade sedan sin placering till Coulthard, som satte upp jakten på Schumacher. Coulthard försökte med en omkörning i Adelaide, men Schumacher stängde honom. Coulthard höjde då fingret mot tysken och några varv senare tog han sig förbi. Senare tog sig även Häkkinen förbi och sedan tvingades Schumacher bryta på grund av motorproblem. 
I Österrike kvalade han in som trea, men blev påkörd av Ricardo Zonta redan i första kurvan. Schumacher körde i ilskan upp sin skadade bil i idealspåret för att få loppet rödflaggat, men den manövern gick inte funktionärerna på. Istället tvingades Schumacher se på när Häkkinen vann loppet före Coulthard. I Tyskland fick Schumacher problem igen då han kolliderade med Giancarlo Fisichella i första kurvan. Schumacher var irriterad på Fisichella som hade sicksackat framför honom. Det såg ut att bli en ny McLarentriumf, med Häkkinen framför Coulthard. Säkerhetsbilen kom ut efter att den före detta Mercedesanställde Robert Sehli sprungit ut på banan för att protestera. Han lyckades i sitt uppsåt och förstörde för McLaren Mercedes. Istället vann Barrichello, som fortsatte på torrdäck när det började regna, karriärens första seger. I Ungern var Schumacher nu extra försiktig i första kurvan, vilket gjorde att Häkkinen kunde ta täten och vinna loppet och dessutom ta ledningen i VM-tabellen.
Loppet i Belgien kom att bli säsongens mest spännande. 
Häkkinen kvalade in som etta och Schumacher som fyra. Det regnade och sedan torkade det upp. Schumacher, som var mycket snabb på våt bana, ledde loppet. Häkkinen fick senare upp farten och körde om Schumacher i Raidillon, när fyra varv återstod.
I Italien körde Schumacher om Häkkinen i början av loppet och tog därmed sin första seger på tre månader. Schumacher tangerade här Ayrton Sennas 41 segrar och var märkbart känslomässigt berörd då detta kom upp under presskonferensen. USA startade Schumacher från pole position och satte högsta fart och var 15 sekunder före Häkkinen efter 18 varv. Häkkinen började dock hämta in försprånget och var nästan ikapp då hans motor havererade och Schumacher kunde vinna loppet och ta en åttapoängsledning sammanlagt.
I Japan kunde Schumacher säkra förartiteln, om han tog minst två poäng mer än Häkkinen. Finländaren tog starten, med Schumacher strax bakom. 
Schumacher stannade ute längre och satte en serie snabba varv före det enda depåstoppet och hann på så sätt ut före Häkkinen med 16 varv kvar att köra. Schumacher vann loppet och säkrade därmed världsmästartiteln, vilken var Ferraris första förartitel på 21 år. 
Schumacher var överlycklig, men ett lopp återstod i vilket även konstruktörstiteln kunde säkras. Schumacher vann i Malaysia efter att Häkkinen tjuvstartat och därmed kunde Ferrari vinna konstruktörsmästerskapet.

### VM-titeln 2001
Inför säsongen 2001 var Schumacher favorit. I Australien hade Schumacher pole position och tog sedan starten och kunde ohotad vinna före David Coulthard i McLaren och stallkamraten Rubens Barrichello. I Malaysia  höll det på att gå illa för Schumacher och Barrichello när de snurrade på Olivier Panis olja.  Dessutom började det störtregna och både Schumacher och Barrichello gjorde dåliga depåstopp och kom ut sist på banan. De satsade på allvädersdäck, medan de övriga satsade på regndäck. När fältet senare släpptes iväg efter en säkerhetsbilsperiod körde de båda Ferrariförarna mycket fort. De körde om konkurrenterna och Schumacher tog sig förbi Barrichello. Ett tag var de fyra sekunder snabbare än konkurrenterna per varv. Ferrari tog en dubbelseger och Schumacher tog ledningen i förarmästerskapet efter de två inledande segrarna.
I Brasilien startade Schumacher från pole position, men gjorde ett svagt race. Han var av banan tre gånger och blev omkörd av både Juan Pablo Montoya och Coulthard men lyckades ändå komma tvåa. I San Marino låg Schumacher sexa när han fick en punktering och tvingades bryta loppet, som sedan brodern Ralf Schumacher vann och tog sin första F1-seger. I Spanien tappade Schumacher sin ledning till Häkkinen vid det andra depåstoppet. Han fick sedan vibrationer och drog ner tempot och låg 40 sekunder efter Häkkinen och blev också upphunnen och omkörd av förare som han tidigare hade varvat. Häkkinen fick dock ett kopplingsproblem på sista varvet, vilket bäddade för Schumacher som kunde vinna loppet och utöka ledningen i VM-tabellen.
I Österrike blev det ett händelserikt race där Montoya tog starten före Ralf Schumacher. Ralf fick tekniska problem och tvingades bryta, medan Schumacher närmade sig Montoya. Schumacher attackerade på utsidan, men Montoya bromsade något senare och båda åkte av banan. Båda lyckades dock ta sig upp på banan igen, men Schumacher var den som blandade sig i toppstriden. 
På sista varvet låg han trea bakom Barrichello, som då fick stallorder att släppa förbi Schumacher. Barrichello släppte motvilligt förbi Schumacher efter sista kurvan och efteråt tittade de inte ens på varandra. I Monaco var de åter vänner och Schumacher där vann sitt fjärde lopp för säsongen efter att Coulthard fått motorstopp på griden. I Kanada gick det sämre för Schumacher som helt enkelt blev ifrånåkt av Ralf Schumacher i Williams. Eftersom Coulthard brutit ledde nu Schumacher mästerskapet med 18 poängs marginal. 
I Europas Grand Prix stod striden före det första depåstoppet mellan bröderna Schumacher. När Ralf lämnade depån körde han över den vita linjen och fick ett drive-through-straff, vilket gjorde att Michael Schumacher kunde vinna loppet. I Frankrike pressades Michael av Ralf igen men slutade ändå som segrare. I Storbritannien vann Häkkinen före Schumacher, som hade en för tung bil på första stinten och därför helt enkelt blev frånåkt.
I Tyskland tvingades Schumacher bryta på grund av ett tekniskt fel. I Ungern hade Schumacher chansen att säkra förartiteln om han vann, vilket han också gjorde och eftersom Barrichello kom tvåa säkrade därmed Ferrari konstruktörstiteln. Schumacher tangerade här Alain Prosts rekord på 51 delsegrar och även dennes fyra VM-titlar. I Belgien tog Schumacher starten efter att Williamsbilarna i första startraden fått fel på griden och ledde sedan loppet ända in i mål. Detta var hans 52:a seger, och därmed var rekordet hans eget. I Italien var Schumacher orolig för sin familjs säkerhet och för olyckor under tävlingen på grund av 11 september-attackerna några dagar tidigare i New York. Han hade svårt att fokusera loppet och sa efteråt att det viktigaste var att inget hände. I USA, där han körde med den amerikanska flaggan på bilen och hjälmen för att hedra 11 september-offren, kom han tvåa. I Japan dominerade Schumacher och tog där sin nionde seger för säsongen.

### VM-titeln 2002

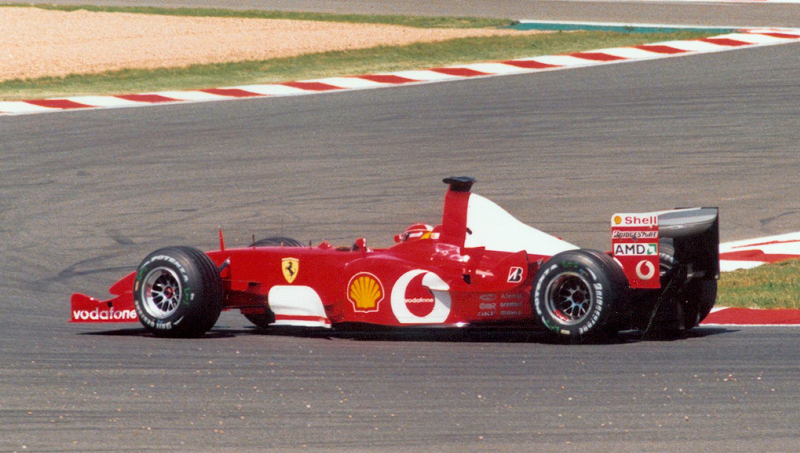
Michael Schumacher i.

Inför säsongen 2002 skrev Ferrari avtal med Vodafone som ny andrasponsor. Titelsponsor var sedan länge Marlboro. Ferrari började säsongen med den gamla F2001-bilen.
I Australien vann Schumacher, efter att några av hans värsta konkurrenter, bland andra stallkamraten Rubens Barrichello, brutit efter en startkrasch. Även loppet i Malaysia började med en krasch, men denna gång var det Schumacher och Juan Pablo Montoya som krockade och tvingades in i depå. Schumacher slutade dock på tredje plats, efter en stark uppkörning. I Brasilien gjorde F2002-bilen debut och med den vann Schumacher efter en hård kamp med brodern Ralf Schumacher. I San Marino vann Schumacher enkelt före Barrichello och Ralf Schumacher.
I Spanien kopplade Schumacher greppet om förartiteln då han vann före Montoya, som nu såg ut att vara det enda hotet. I Österrike blev det en stallorderskandal, när Barrichello tvingades lämna ifrån sig ledningen till Schumacher på det sista varvet. FIA ansåg inte att stallordern var regelstridig, utan det att Schumacher lät tvåan Barrichello stå högst upp på prispallen medan den tyska nationalsången spelades. För detta tilltag fick Ferrari, Schumacher och Barrichello tillsammans böta en miljon US-dollar.
I Monaco blev Schumacher utbuad av publiken men slutade ändå tvåa i loppet. Han vann sedan i Kanada och drog ifrån i mästerskapet och efter hans andraplats bakom Barrichello i Europas Grand Prix ökade hans ledning i VM-tabellen. I Storbritannien vann Schumacher före Barrichello och förarmästerskapet såg därmed avgjort ut. Schumacher kunde säkra sin femte förartitel i Frankrike, om han vann loppet. Hans segerchans minskade dock sedan han korsat den vita linjen i depån och fått ett drive-through-straff. Han jagade den ledande Kimi Räikkönen, som snurrade av och tvingades släppa förbi Schumacher, som rekordtidigt säkrade sin femte VM-titel.
I Tyskland vann Schumacher inför en entusiastisk och firande hemmapublik. I Ungern låg Schumacher strax bakom Barrichello under hela loppet och kom tvåa men vann sedan i Belgien där han ledde stort men drog ner på tempot mot slutet. I Italien vann Barrichello före Schumacher, vilket gav Ferrari en bejublad dubbelseger. I USA blev det en ny dubbelseger. Här dominerade Schumacher loppet, men Barrichello vann efter ett missförstånd mellan Ferrariförarna vid målgången. I Japan vann Schumacher sin elfte deltävling för säsongen samtidigt som stallet tog sin femte raka dubbelseger då Barrichello kom tvåa.
Schumacher hade vunnit förarmästerskapet och Ferrari konstruktörsmästerskapet. Schumacher satte flera formel 1-rekord, bland annat flest segrar och flest poäng under en säsong.

### VM-titeln 2003
Säsongen 2003 var Schumacher storfavorit men Ferrari valde att starta med den gamla bilen eftersom F2003:an inte var klar.
I Australien tog Schumacher pole position, och ledde loppet, men fick fel på bilen och kom fyra. I Malaysia var han inblandad i en startolycka och slutade sedan på sjätte plats. I Brasilien fick han vattenplaning och åkte av banan. Han blev efteråt så irriterad på en närgången journalist att han klappade till honom. Två veckor senare avled Michaels och Ralfs mamma efter ett fall i hemmet. Bröderna bestämde sig dock för att köra loppet i San Marino därför att deras mamma hade velat det. Michael visade en stor mental styrka och vann loppet. I Spanien ledde Schumacher från start till mål och vann racet. I Österrike började hans bil brinna i depån. Schumacher satt dock kvar i bilen medan mekanikerna släckte branden, varefter han fortsatte och vann loppet. Han låg nu två poäng efter Kimi Räikkönen, som ledde VM-tabellen.
I Monaco vann Juan Pablo Montoya i Williams medan Schumacher kom trea men alltjämt VM-tvåa. I Kanada stod Williams i första startledet, men nu var det Ralf som utmanade om segern. Trots bromsproblem lyckades Michael hålla undan och vinna sitt fjärde lopp för säsongen och ta ledningen i förarmästerskapet. I Europas Grand Prix låg Schumacher på andra plats på sista stinten. Montoya kom ikapp honom och gjorde ett omkörningsförsök på utsidan men misslyckades. Montoya klarade sig men Schumacher hamnade utanför banan och slutade femma. I Frankrike kom Schumacher trea. Ralf Schumacher, som vunnit de två senaste racen, såg nu ut som en titelvinnare, men så blev det inte. I Storbritannien gjorde Schumacher en miss under kvalet. Han tog ett par placeringar och gick i mål som sexa i loppet, som vanns av Rubens Barrichello. I Tyskland var Schumacher på väg mot en andraplats, men han fick en punktering och slutade istället sjua. Montoya började nu närma sig Schumacher i VM-tabellen, men värre skulle det bli. I Ungern blev Schumacher åtta och tog en poäng, medan Montoya tog sex och Räikkönen åtta. Detta innebar att Schumacher nu bara låg en poäng före Montoya och två före Räikkönen sammanlagt.
I Italien hade Schumacher pressen på sig, men han tog pole position och vann loppet före Montoya och ökade därmed ledningen i mästerskapet något. I regnloppet i USA startade Schumacher från sjunde rutan, men kunde strax efteråt köra om Montoya som startat som fyra. Schumachers vann loppet före Räikkönen. Montoya, som fick ett drive-through-straff för att ha knuffat Barrichello av banan, slutade sexa. I Japan var det enbart Räikkönen som kunde hota Schumachers slutseger, men då var han tvungen att vinna samtidigt som Schumacher inte tog poäng. Räikkönen slutade tvåa medan Schumacher lyckades ta sig i mål som åtta, vilket innebar att Schumacher nu vann sin fjärde raka och totalt sjätte förartitel.

### VM-titeln 2004

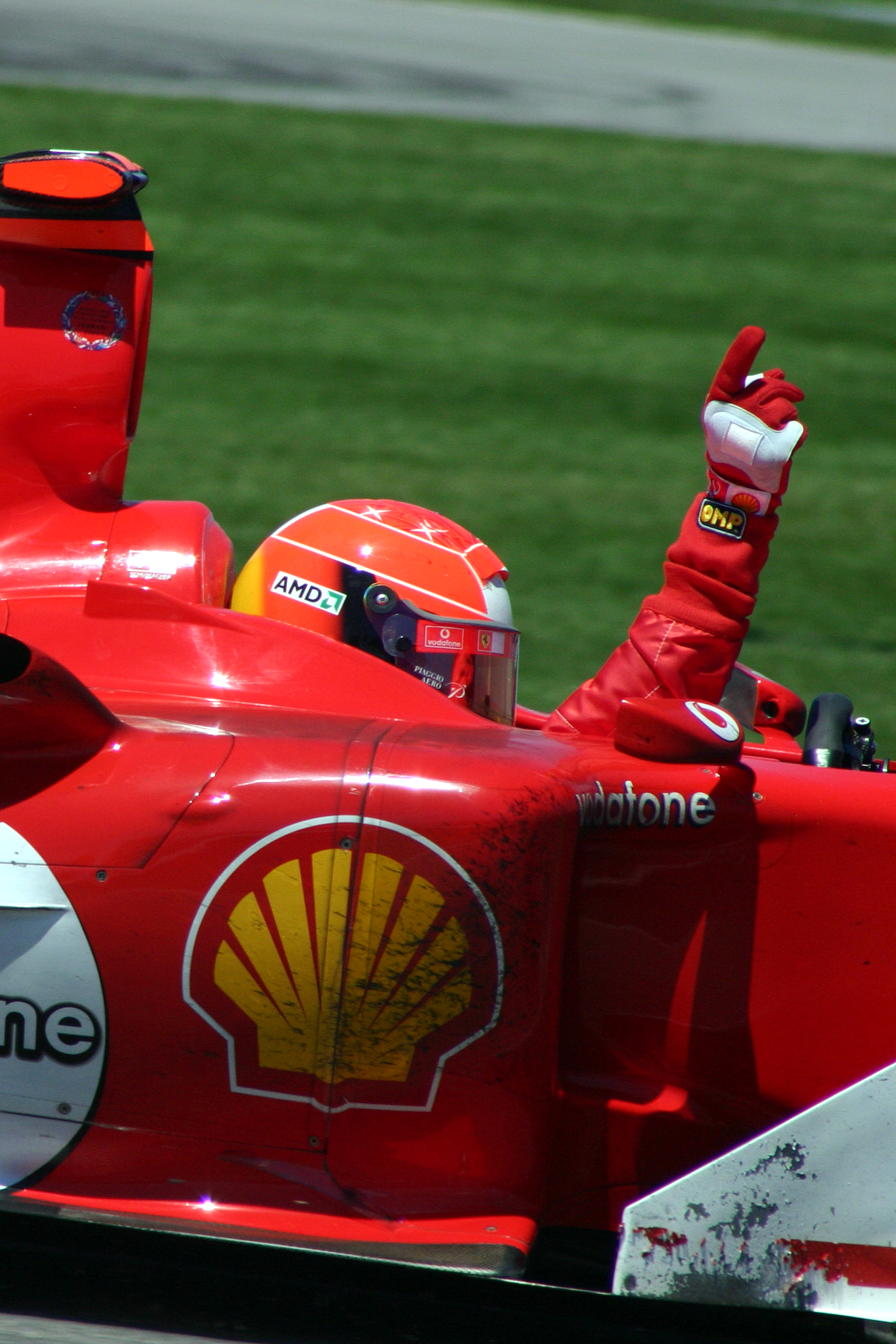
Michael Schumacher i

Inför säsongen 2004 trodde de flesta för första gången sedan 1999 att Ferrari och Schumacher inte skulle vinna VM-titlarna. Williams och McLaren såg starka ut på försäsongen samtidigt som Michelin hade överglänst Bridgestone säsongen innan. Ferrari var dock optimistiskt och fick skratta sist efter att de lämnat konkurrenterna bakom sig i Australien och många trodde redan då att mästerskapet var avgjort. Juan Pablo Montoya hade dock inte gett upp och gav Schumacher en hård match i Malaysia, som dock Schumacher vann. Montoya var dock rasande på Rubens Barrichello, som han ansåg avsiktligt hindrat honom så att Schumacher skulle kunna dra ifrån när Barrichello hade ett depåstopp kvar. I Bahrain vann Schumacher utan problem och ökade på ledningen i förarmästerskapet. I San Marino visade Schumacher återigen sin klass då han i samband med det första depåstoppet körde om Jenson Button i BAR och drog iväg. I Spanien hade Schumacher pole position. Han förlorade dock starten till Jarno Trulli i Renault, men kom tillbaka och vann.
I Monaco blev Schumacher påkörd av Montoya bakom säkerhetsbilen och tvingades mycket irriterad att bryta loppet. Schumacher vann därefter Europas Grand Prix och inledde en svit vad gäller antalet segrar i följd. I Kanada kvalade Schumacher in som sexa med en tung bil, men lyckades trots det vinna loppet. I USA kraschade Ralf Schumacher svårt och blev borta några månader. Michael funderade efter att ha sett olyckan att bryta, men valde att fortsätta och vann loppet. I Frankrike såg Fernando Alonso ut att kontrollera loppet. Schumacher ändrade då taktik och gjorde fyra depåstopp och kunde på så sätt köra fortare och vinna loppet.
I Storbritannien startade Schumacher från femte rutan men vann sedan loppet efter en tuff duell med Kimi Räikkönen. I Tyskland blev det en ny duell med Räikkönen, men då denne kraschade efter ett hjulupphängningsfel kunde Schumacher vinna loppet. I Ungern vann Schumacher före Barrichello, vilket var hans tolfte seger för säsongen och nytt rekord. Ferrari säkrade konstruktörstiteln och förarkampen stod nu mellan stallets båda förare, mellan vilka det skilde 38 poäng. För Schumacher räckte det med enstaka poäng för att säkra mästartiteln och de tog han när han kom tvåa före Barrichello i Belgien. I Italien vann Barrichello oattackerad 1,3 sekunder före Schumacher.
I Kina gick det mesta fel för Schumacher. Han gjorde där fler misstag än sammanlagt under säsongen tidigare och slutade tolva. I Japan kördes kvalet på söndag några timmar före loppet och Schumacher tog pole position och vann loppet. I Brasilien kraschade Schumacher under lördagens fria träning och tvingades byta motor. Schumacher kom sedan tvåa loppet och vann därmed förarmästerskapet 2004. Han satte också rekord i antal segrar och antal poäng under en säsong, vilka är 13 respektive 148.

### 2005
Inför säsongen 2005 var Ferrari, som dock inledde säsongen med fjolårsbilen F2004M, och Schumacher skyhöga favoriter. 
I premiären i Australien gick det dock inte så bra.  Schumacher var på väg mot en sjundeplats då han tvingades bryta efter en kollision med Nick Heidfeld. I Malaysia lyckades han komma sjua, bakom bland annat David Coulthard i en av rookiestallet Red Bulls bilar. 
I Bahrain hade Ferrari den nya bilen F2005 framme men Schumacher fick tekniska problem redan i början av loppet. 
I San Marino vände det när Schumacher körde upp sig från trettonde startplats till en andraplats i loppet tätt bakom Fernando Alonso. Nu såg det ut att ljusna för Ferrari men Schumacher tvingades bryta i Spanien efter en punktering när han låg trea. Det visade sig nu att Bridgestonedäcken inte höll hela vägen. 
I Monaco kvalade Schumacher in som åtta. Han satte snabbaste varv men kolliderade med Coulthard och slutade sjua i loppet, mycket tack vare att hans stallkamrat Rubens Barrichello inte ens försökte attackera honom. I Europas Grand Prix blev Schumacher frånåkt av sin stallkamrat och slutade femma och det talades om kris i Ferrari, vilket Schumacher förnekade. I Kanada körde han smart när nästan alla andra gjorde bort sig och slutade tvåa. I skandalloppet USA, där däckleverantören Michelin drog sig ur tävlingen och bara sex bilar fullföljde, vann Schumacher. I Frankrike fick Schumacher stora problem på en bana som är känd för att slita på däcken men lyckades ändå komma trea, om än nästan ett varv efter Alonso och Kimi Räikkönen. Men sedan var det slut på turen och det mesta började gå fel.
I Storbritannien fungerade däcken men då fastnade han bakom Jarno Trulli och slutade på en sjätteplats. I Tyskland gjorde Schumacher en perfekt start från femte rutan och tog sig upp till tredjeplatsen i första kurvan. Sedan tog hans däck slut igen och han slutade på femte plats. I Ungern startade han från pole position men däcken höll inte mot slutet och Schumacher slutade tvåa. Även i Turkiet hade Schumacher problem med däcken och farten och låg tia då han rammades bakifrån av en varvad Mark Webber. I Italien körde Schumacher med lite bränsle under kvalet för att nå bättre startplacering, men kom sexa som sedan blev en tiondeplats i loppet.
I Belgien tvingades Schumacher bryta och skällde då ut Takuma Sato, som hade kört på honom bakifrån vid omstarten efter säkerhetsbilen. I Brasilien lyckades Schumacher ta sig förbi Giancarlo Fisichella och ta en fjärdeplats. I Japan ledde visserligen Schumacher under några varv men slutade sjua. I Kina blev han först påkörd på vägen till griden av Christijan Albers och sedan snurrade han av bakom säkerhetsbilen. Trots alla motgångar under säsongen slutade Schumacher trea i förarmästerskapet.

### 2006
Inför säsongen 2006 var Schumacher inställd på att revanschera sig efter den misslyckade säsongen innan. Den nya Ferrarin var snabb från början och så var däckbyten åter tillåtna. I Bahrain tog Schumacher pole position före stallkamraten Felipe Massa och Fernando Alonso i Renault på fjärde plats. Det började bra för Schumacher men sedan gick det fel, när Massa som skulle täcka upp bakåt, snurrade av och Alonso plötsligt kom ikapp. Renaultbilen var snabbare men Schumacher höll undan under mer än halva loppet men förlorade sedan vid det sista depåstoppet och slutade tvåa. I Malaysia tvingades Schumacher byta motor varför han flyttades ner till fjortonde startrutan och slutade sedan sexa i loppet. I Australien satte Schumacher snabbaste varv och jagade tredjeplatsen då han kraschade efter drygt halva loppet. I San Marino pressades Schumacher av Alonso men lyckades genom ett snabbt varv före depåstoppet vinna loppet, vilket var hans första egentliga seger sedan loppet i Japan 2004. Schumacher vann sedan Europas Grand Prix efter att ha kört om Alonso i samband med det andra depåstoppet. Schumacher låg nu 13 poäng bakom Alonso i mästerskapet, men sedan började en dyster period för Ferrari.
I Spanien kom Schumacher tvåa efter Alonso efter att ha fastnat bakom dennes stallkamrat Giancarlo Fisichella tidigt i loppet. I Monaco tog Schumacher pole position, men fick istället starta sist eftersom han stoppat i Rascasse och därmed bedömdes ha hindrat de efterföljande förarna i slutet av kvalificeringen. Alonso övertog den första startrutan och vann loppet medan Schumacher kom femma. I Storbritannien vann Alonso före Schumacher som lyckades ta sig förbi Kimi Räikkönen i samband med det andra depåstoppet. I Kanada blev det dacapo på prispallen från racet innan och Alonso nu ledde förarmästerskapet med 25 poäng och det såg avgjort ut. Schumacher kom dock tillbaka och vann i USA med Alonso som femma. I Frankrike vann sedan Schumacher före Alonso. I Tyskland kom Schumacher åter etta och Alonso femma och skillnaden mellan de båda i VM-tabellen krympte till elva poäng.
I Ungern gjorde Ferrari ett misstag när man lät Schumacher behålla sina regndäck ute på den nästan torra banan istället för att byta till torrdäck och ändå klara en andraplats. Han blev omkörd av Pedro de la Rosa och Nick Heidfeld och krockade då med den senare och skadade bilen och slutade djupt besviken och arg på åttonde plats. I Turkiet vann stallkamraten Felipe Massa före Alonso och Schumacher, som hamnat bakom Alonso då säkerhetsbilen var ute och sedan inte kunnat avancera. I Italien vann Schumacher sitt 90:e F1-lopp samtidigt som Alonsos motor gick upp i rök. Detta innebar att han nu var två poäng efter Alonso sammanlagt. Efter loppet meddelade Schumacher vemodigt att han skulle sluta tävla i F1 efter säsongen. Han vann sedan i Kina trots dåliga däck i början men han grundlurade sedan Renault i mitten av racet. Schumacher ledde nu mästerskapet och var på väg mot VM-titeln. I Japan såg det också ut så, tills hans motor gick upp i rök. I Brasilien lyckades Schumacher trots stora problem komma fyra och därmed bli tvåa i förarmästerskapet bakom Alonso.
Schumacher kunde nu dock se tillbaka på den mest suveräna förarstatistiken någonsin, något som han lovat göra efter karriären. Men det tog inte slut här.

### 2007–2009

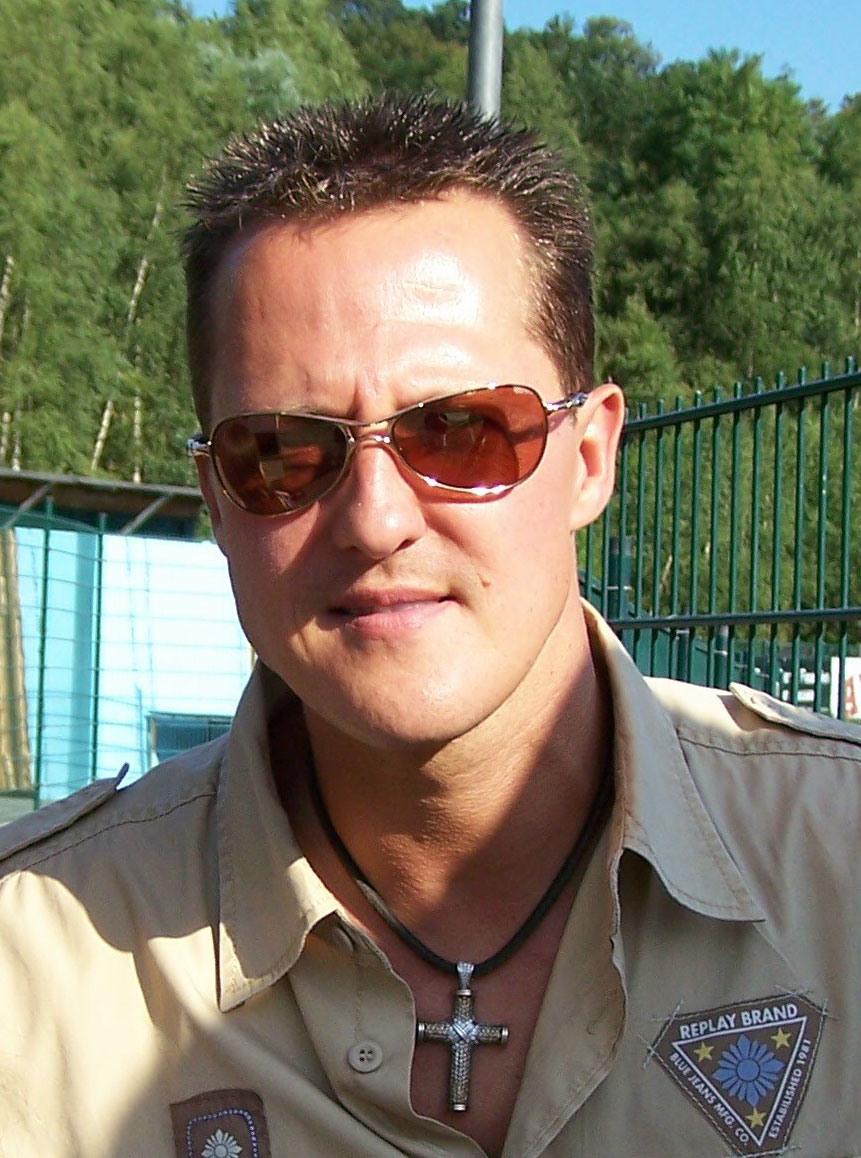
Michael Schumacher, 2007

Schumacher har fått ta emot flera prestigefyllda utmärkelser för sina insatser och har även synts på många av tävlingarna 2007. Han var en av prisutdelarna vid Europas Grand Prix 2007. Han deltog även i Race of Champions mellan 2007 och 2009, där han tillsammans med Sebastian Vettel vann Nations Cup för Tyskland alla tre gångerna, men han vann aldrig den individuella tävlingen Race of Champions. Han har vid ett par tillfällen också varit testförare för Ferrari och var snabbast på Catalunya två dagar i rad.
Den 21 juni 2009 medverkade Schumacher i motorprogrammet Top Gear som The Stig.
Den 29 juli 2009 meddelade Michael Schumacher att han kommer att hjälpa sitt gamla stall som drabbats hårt av Felipe Massas olycka i Ungerns GP den 26 juli. Tanken var att han skulle köra redan i Europas GP i augusti, men problem med en tidigare nackskada gjorde att planerna för en återkomst till Formel 1 fick läggas ned.
Den 13 december 2009 kom det nya uppgifter om att Schumacher skulle ha skrivit på ett ettårskontrakt med Mercedes Grand Prix för säsongen 2010 i Formel 1.

### 2010–2011
Den 23 december 2009 gjordes klart att Schumacher åter skulle gå in i Formel 1 till säsongen 2010, men denna gång inte till Ferrari utan till stallet som bytt namn från Brawn GP till Mercedes Grand Prix. Där kom han att tävla tillsammans med Nico Rosberg.
Han började förbereda sig för comebacken genom att testa en GP2-bil mellan tisdag och torsdag på Jerez i Spanien vecka 2 2010.
Schumacher placerade sig sjua i kvalet under Bahrains Grand Prix 2010, med vilken position han också startade i racet. Han tog en placering i starten och hade samma placering till målgång. Han slutade alltså sexa i sin comebacktävling i Bahrain.

### 2012
Den 25 november 2012 körde Schumacher sitt sista Grand Prix-lopp i karriären i Brasilien. Efter ett hårt lopp lyckades han sluta sjua, vilket gav honom en trettonde plats i det totala förarmästerskapet.

## F1-karriär

### Tävling för tävling
(Tävlingar i fet stil hade han pole position; tävlingar i kursiv stil gjorde han det snabbaste varvet)
| År   | Stall/Tillverkare             | Bil              | Motor                   | 1       | 2      | 3       | 4       | 5       | 6       | 7       | 8       | 9       | 10      | 11      | 12      | 13      | 14      | 15      | 16      | 17      | 18     | 19      | 20    | WDC  | Poäng |
| ---- | ----------------------------- | ---------------- | ----------------------- | ------- | ------ | ------- | ------- | ------- | ------- | ------- | ------- | ------- | ------- | ------- | ------- | ------- | ------- | ------- | ------- | ------- | ------ | ------- | ----- | ---- | ----- |
| 1991 | Team 7UP Jordan               | Jordan 191       | Ford HBB 4 3.5 V8       | USA     | BRA    | SMR     | MON     | CAN     | MEX     | FRA     | GBR     | GER     | HUN     | BEL Ret |         |         |         |         |         |         |        |         |       | 14th | 4     |
| 1991 | Camel Benetton Ford           | Benetton B191    | Ford HBA 5 3.5 V8       |         |        |         |         |         |         |         |         |         |         |         | ITA 5   | POR 6   | ESP 6   | JPN Ret | AUS Ret |         |        |         |       | 14th | 4     |
| 1992 | Camel Benetton Ford           | Benetton B191B   | Ford HB 3.5 V8          | RSA 4   | MEX 3  | BRA 3   |         |         |         |         |         |         |         |         |         |         |         |         |         |         |        |         |       | 3rd  | 53    |
| 1992 | Camel Benetton Ford           | Benetton B192    | Ford HB 3.5 V8          |         |        |         | ESP 2   | SMR Ret | MON 4   | CAN 2   | FRA Ret | GBR 4   | GER 3   | HUN Ret | BEL 1   | ITA 3   | POR 7   | JPN Ret | AUS 2   |         |        |         |       | 3rd  | 53    |
| 1993 | Camel Benetton Ford           | Benetton B193    | Ford HB 3.5 V8          | RSA Ret | BRA 3  |         |         |         |         |         |         |         |         |         |         |         |         |         |         |         |        |         |       | 4th  | 52    |
| 1993 | Camel Benetton Ford           | Benetton B193B   | Ford HB 3.5 V8          |         |        | EUR Ret | SMR 2   | ESP 3   | MON Ret | CAN 2   | FRA 3   | GBR 2   | GER 2   | HUN Ret | BEL 2   | ITA Ret | POR 1   | JPN Ret | AUS Ret |         |        |         |       | 4th  | 52    |
| 1994 | Mild Seven Benetton Ford      | Benetton B194    | Ford Zetec-R 3.5 V8     | BRA 1   | PAC 1  | SMR 1   | MON 1   | ESP 2   | CAN 1   | FRA 1   | GBR DSQ | GER Ret | HUN 1   | BEL DSQ | ITA     | POR     | EUR 1   | JPN 2   | AUS Ret |         |        |         |       | 1st  | 92    |
| 1995 | Mild Seven Benetton Renault   | Benetton B195    | Renault RS7 3.0 V10     | BRA 1   | ARG 3  | SMR Ret | ESP 1   | MON 1   | CAN 5   | FRA 1   | GBR Ret | GER 1   | HUN 11† | BEL 1   | ITA Ret | POR 2   | EUR 1   | PAC 1   | JPN 1   | AUS Ret |        |         |       | 1st  | 102   |
| 1996 | Scuderia Ferrari S.p.A.       | Ferrari F310     | Ferrari 046 3.0 V10     | AUS Ret | BRA 3  | ARG Ret | EUR 2   | SMR 2   | MON Ret | ESP 1   | CAN Ret | FRA DNS | GBR Ret | GER 4   | HUN 9†  | BEL 1   | ITA 1   | POR 3   | JPN 2   |         |        |         |       | 3rd  | 59    |
| 1997 | Scuderia Ferrari Marlboro     | Ferrari F310B    | Ferrari 046/2 3.0 V10   | AUS 2   | BRA 5  | ARG Ret | SMR 2   | MON 1   | ESP 4   | CAN 1   | FRA 1   | GBR Ret | GER 2   | HUN 4   | BEL 1   | ITA 6   | AUT 6   | LUX Ret | JPN 1   | EUR Ret |        |         |       | DSQ‡ | 78    |
| 1998 | Scuderia Ferrari Marlboro     | Ferrari F300     | Ferrari 047 3.0 V10     | AUS Ret | BRA 3  | ARG 1   | SMR 2   | ESP 3   | MON 10  | CAN 1   | FRA 1   | GBR 1   | AUT 3   | GER 5   | HUN 1   | BEL Ret | ITA 1   | LUX 2   | JPN Ret |         |        |         |       | 2nd  | 86    |
| 1999 | Scuderia Ferrari Marlboro     | Ferrari F399     | Ferrari 048 3.0 V10     | AUS 8   | BRA 2  | SMR 1   | MON 1   | ESP 3   | CAN Ret | FRA 5   | GBR Ret | AUT     | GER     | HUN     | BEL     | ITA     | EUR     | MAL 2   | JPN 2   |         |        |         |       | 5th  | 44    |
| 2000 | Scuderia Ferrari Marlboro     | Ferrari F1-2000  | Ferrari 049 3.0 V10     | AUS 1   | BRA 1  | SMR 1   | GBR 3   | ESP 5   | EUR 1   | MON Ret | CAN 1   | FRA Ret | AUT Ret | GER Ret | HUN 2   | BEL 2   | ITA 1   | USA 1   | JPN 1   | MAL 1   |        |         |       | 1st  | 108   |
| 2001 | Scuderia Ferrari Marlboro     | Ferrari F2001    | Ferrari 050 3.0 V10     | AUS 1   | MAL 1  | BRA 2   | SMR Ret | ESP 1   | AUT 2   | MON 1   | CAN 2   | EUR 1   | FRA 1   | GBR 2   | GER Ret | HUN 1   | BEL 1   | ITA 4   | USA 2   | JPN 1   |        |         |       | 1st  | 123   |
| 2002 | Scuderia Ferrari Marlboro     | Ferrari F2001    | Ferrari 050 3.0 V10     | AUS 1   | MAL 3  |         |         |         |         |         |         |         |         |         |         |         |         |         |         |         |        |         |       | 1st  | 144   |
| 2002 | Scuderia Ferrari Marlboro     | Ferrari F2002    | Ferrari 051 3.0 V10     |         |        | BRA 1   | SMR 1   | ESP 1   | AUT 1   | MON 2   | CAN 1   | EUR 2   | GBR 1   | FRA 1   | GER 1   | HUN 2   | BEL 1   | ITA 2   | USA 2   | JPN 1   |        |         |       | 1st  | 144   |
| 2003 | Scuderia Ferrari Marlboro     | Ferrari F2002    | Ferrari 051 3.0 V10     | AUS 4   | MAL 6  | BRA Ret | SMR 1   |         |         |         |         |         |         |         |         |         |         |         |         |         |        |         |       | 1st  | 93    |
| 2003 | Scuderia Ferrari Marlboro     | Ferrari F2003-GA | Ferrari 052 3.0 V10     |         |        |         |         | ESP 1   | AUT 1   | MON 3   | CAN 1   | EUR 5   | FRA 3   | GBR 4   | GER 7   | HUN 8   | ITA 1   | USA 1   | JPN 8   |         |        |         |       | 1st  | 93    |
| 2004 | Scuderia Ferrari Marlboro     | Ferrari F2004    | Ferrari 053 3.0 V10     | AUS 1   | MAL 1  | BHR 1   | SMR 1   | ESP 1   | MON Ret | EUR 1   | CAN 1   | USA 1   | FRA 1   | GBR 1   | GER 1   | HUN 1   | BEL 2   | ITA 2   | CHN 12  | JPN 1   | BRA 7  |         |       | 1st  | 148   |
| 2005 | Scuderia Ferrari Marlboro     | Ferrari F2004M   | Ferrari 053 3.0 V10     | AUS Ret | MAL 7  |         |         |         |         |         |         |         |         |         |         |         |         |         |         |         |        |         |       | 3rd  | 62    |
| 2005 | Scuderia Ferrari Marlboro     | Ferrari F2005    | Ferrari 055 3.0 V10     |         |        | BHR Ret | SMR 2   | ESP Ret | MON 7   | EUR 5   | CAN 2   | USA 1   | FRA 3   | GBR 6   | GER 5   | HUN 2   | TUR Ret | ITA 10  | BEL Ret | BRA 4   | JPN 7  | CHN Ret |       | 3rd  | 62    |
| 2006 | Scuderia Ferrari Marlboro     | Ferrari 248 F1   | Ferrari 056 2.4 V8      | BHR 2   | MAL 6  | AUS Ret | SMR 1   | EUR 1   | ESP 2   | MON 5   | GBR 2   | CAN 2   | USA 1   | FRA 1   | GER 1   | HUN 8†  | TUR 3   | ITA 1   | CHN 1   | JPN Ret | BRA 4  |         |       | 2nd  | 121   |
| 2010 | Mercedes GP Petronas F1 Team  | Mercedes MGP W01 | Mercedes FO 108X 2.4 V8 | BHR 6   | AUS 10 | MAL Ret | CHN 10  | ESP 4   | MON 12  | TUR 4   | CAN 11  | EUR 15  | GBR 9   | GER 9   | HUN 11  | BEL 7   | ITA 9   | SIN 13  | JPN 6   | KOR 4   | BRA 7  | ABU Ret |       | 9th  | 72    |
| 2011 | Mercedes GP Petronas F1 Team  | Mercedes MGP W02 | Mercedes FO 108Y 2.4 V8 | AUS Ret | MAL 9  | CHN 8   | TUR 12  | ESP 6   | MON Ret | CAN 4   | EUR 17  | GBR 9   | GER 8   | HUN Ret | BEL 5   | ITA 5   | SIN Ret | JPN 6   | KOR Ret | IND 5   | ABU 7  | BRA 15  |       | 8th  | 76    |
| 2012 | Mercedes AMG Petronas F1 Team | Mercedes F1 W03  | Mercedes FO 108Z 2.4 V8 | AUS Ret | MAL 10 | CHN Ret | BHR 10  | ESP Ret | MON Ret | CAN Ret | EUR 3   | GBR 7   | GER 7   | HUN Ret | BEL 7   | ITA 6   | SIN Ret | JPN 11  | KOR 13  | IND 22† | ABU 11 | USA 16  | BRA 7 | 13th | 23    |

‡ Schumacher blev diskvalificerad från 1997 WDC på grund av farlig körning i Europas Grand Prix, när han orsakade en krasch med Villeneuve. Hans totala poäng skulle ha gett honom en 2:a plats i det årets tävling.

† Schumacher avslutade inte Grand Prix, men kvalificerade sig ändå då han hade kört minst 90% av distansen.

### Säsong för säsong
| Säsong     | Stall/Tillverkare         | Placering  | Lopp | Poäng                | Etta | Tvåa | Trea | Pole | Varv |
| ---------- | ------------------------- | ---------- | ---- | -------------------- | ---- | ---- | ---- | ---- | ---- |
| 1991       | Jordan-Ford Benetton-Ford | 13         | 1 5  | 4                    |      |      |      |      |      |
| 1992       | Benetton-Ford             | 3          | 16   | 53                   | 1    | 3    | 4    |      | 2    |
| 1993       | Benetton-Ford             | 4          | 16   | 52                   | 1    | 5    | 3    |      | 5    |
| 1994       | Benetton-Ford             | 1          | 14   | 92                   | 8    | 2    |      | 6    | 8    |
| 1995       | Benetton-Renault          | 1          | 17   | 102                  | 9    | 1    | 1    | 4    | 8    |
| 1996       | Ferrari                   | 3          | 16   | 59                   | 3    | 3    | 2    | 4    | 2    |
| 1997       | Ferrari                   | -          | 17   | Diskvalificerad (78) | 5    | 3    |      | 3    | 3    |
| 1998       | Ferrari                   | 2          | 16   | 86                   | 6    | 2    | 3    | 3    | 6    |
| 1999       | Ferrari                   | 5          | 10   | 44                   | 2    | 3    | 1    | 3    | 5    |
| 2000       | Ferrari                   | 1          | 17   | 108                  | 9    | 2    | 1    | 9    | 2    |
| 2001       | Ferrari                   | 1          | 17   | 123                  | 9    | 5    |      | 11   | 3    |
| 2002       | Ferrari                   | 1          | 17   | 144                  | 11   | 5    | 1    | 7    | 7    |
| 2003       | Ferrari                   | 1          | 16   | 93                   | 6    |      | 2    | 5    | 5    |
| 2004       | Ferrari                   | 1          | 18   | 148                  | 13   | 2    |      | 8    | 10   |
| 2005       | Ferrari                   | 3          | 19   | 62                   | 1    | 3    | 1    | 1    | 3    |
| 2006       | Ferrari                   | 2          | 18   | 121                  | 7    | 4    | 1    | 4    | 7    |
| 2010       | Mercedes                  | 9          | 19   | 72                   |      |      |      |      |      |
| 2011       | Mercedes                  | 8          | 19   | 76                   |      |      |      |      |      |
| 2012       | Mercedes                  | 13         | 20   | 49                   |      |      | 1    |      | 1    |
| Sammanlagt | Sammanlagt                | Sammanlagt | 308  | 1488                 | 91   | 43   | 21   | 68   | 77   |

| 1. Belgien 1992 2. Portugal 1993 3. Brasilien 1994 4. Stilla havet 1994 5. San Marino 1994 6. Monaco 1994 7. Kanada 1994 8. Frankrike 1994 9. Ungern 1994 10. Europa 1994 11. Brasilien 1995 12. Spanien 1995 13. Monaco 1995 14. Frankrike 1995 15. Tyskland 1995 16. Belgien 1995 17. Europa 1995 18. Stilla havet 1995 19. Japan 1995 20. Spanien 1996 21. Belgien 1996 22. Italien 1996 23. Monaco 1997 24. Kanada 1997 25. Frankrike 1997 26. Belgien 1997 27. Japan 1997 28. Argentina 1998 29. Kanada 1998 30. Frankrike 1998 31. Storbritannien 1998 32. Ungern 1998 33. Italien 1998 34. San Marino 1999 35. Monaco 1999 36. Australien 2000 37. Brasilien 2000 38. San Marino 2000 39. Europa 2000 40. Kanada 2000 41. Italien 2000 42. USA 2000 43. Japan 2000 44. Malaysia 2000 45. Australien 2001 46. Malaysia 2001 47. Spanien 2001 48. Monaco 2001 49. Europa 2001 50. Frankrike 2001 51. Ungern 2001 52. Belgien 2001 53. Japan 2001 54. Australien 2002 55. Brasilien 2002 56. San Marino 2002 57. Spanien 2002 58. Österrike 2002 59. Kanada 2002 60. Storbritannien 2002 61. Frankrike 2002 62. Tyskland 2002 63. Belgien 2002 64. Japan 2002 65. San Marino 2003 66. Spanien 2003 67. Österrike 2003 68. Kanada 2003 69. Italien 2003 70. USA 2003 71. Australien 2004 72. Malaysia 2004 73. Bahrain 2004 74. San Marino 2004 75. Spanien 2004 76. Europa 2004 77. Kanada 2004 78. USA 2004 79. Frankrike 2004 80. Storbritannien 2004 81. Tyskland 2004 82. Ungern 2004 83. Japan 2004 84. USA 2005 85. San Marino 2006 86. Europa 2006 87. USA 2006 88. Frankrike 2006 89. Tyskland 2006 90. Italien 2006 91. Kina 2006 |

| 1. Spanien 1992 2. Kanada 1992 3. Australien 1992 4. San Marino 1993 5. Kanada 1993 6. Storbritannien 1993 7. Tyskland 1993 8. Belgien 1993 9. Spanien 1994 10. Japan 1994 11. Portugal 1995 12. Europa 1996 13. San Marino 1996 14. Japan 1996 15. Australien 1997 16. San Marino 1997 17. Tyskland 1997 18. San Marino 1998 19. Luxemburg 1998 20. Brasilien 1999 21. Malaysia 1999 22. Japan 1999 23. Ungern 2000 24. Belgien 2000 25. Brasilien 2001 26. Österrike 2001 27. Kanada 2001 28. Storbritannien 2001 29. USA 2001 30. Monaco 2002 31. Europa 2002 32. Ungern 2002 33. Italien 2002 34. USA 2002 35. Belgien 2004 36. Italien 2004 37. San Marino 2005 38. Kanada 2005 39. Ungern 2005 40. Bahrain 2006 41. Spanien 2006 42. Storbritannien 2006 43. Kanada 2006 |

| 1. Mexiko 1992 2. Brasilien 1992 3. Tyskland 1992 4. Italien 1992 5. Brasilien 1993 6. Spanien 1993 7. Frankrike 1993 8. Argentina 1995 9. Brasilien 1996 10. Portugal 1996 11. Brasilien 1998 12. Spanien 1998 13. Österrike 1998 14. Spanien 1999 15. Storbritannien 2000 16. Malaysia 2002 17. Monaco 2003 18. Frankrike 2003 19. Frankrike 2005 20. Turkiet 2006 |

| 1. Monaco 1994 2. Spanien 1994 3. Kanada 1994 4. Ungern 1994 5. Europa 1994 6. Japan 1994 7. San Marino 1995 8. Spanien 1995 9. Kanada 1995 10. Japan 1995 11. San Marino 1996 12. Monaco 1996 13. Frankrike 1996 14. Ungern 1996 15. Kanada 1997 16. Frankrike 1997 17. Ungern 1997 18. Italien 1998 19. Luxemburg 1998 20. Japan 1998 21. Kanada 1999 22. Malaysia 1999 23. Japan 1999 24. Spanien 2000 25. Monaco 2000 26. Kanada 2000 27. Frankrike 2000 28. Ungern 2000 29. Italien 2000 30. USA 2000 31. Japan 2000 32. Malaysia 2000 33. Australien 2001 34. Malaysia 2001 35. Brasilien 2001 36. Spanien 2001 37. Österrike 2001 38. Kanada 2001 39. Europa 2001 40. Storbritannien 2001 41. Ungern 2001 42. USA 2001 43. Japan 2001 44. Malaysia 2002 45. San Marino 2002 46. Spanien 2002 47. Tyskland 2002 48. Belgien 2002 49. USA 2002 50. Japan 2002 51. Australien 2003 52. San Marino 2003 53. Spanien 2003 54. Österrike 2003 55. Italien 2003 56. Australien 2004 57. Malaysia 2004 58. Bahrain 2004 59. Spanien 2004 60. Europa 2004 61. Tyskland 2004 62. Ungern 2004 63. Japan 2004 64. Ungern 2005 65. Bahrain 2006 66. San Marino 2006 67. USA 2006 68. Frankrike 2006 |

| 1. Belgien 1992 2. Australien 1992 3. Brasilien 1993 4. Spanien 1993 5. Kanada 1993 6. Frankrike 1993 7. Tyskland 1993 8. Brasilien 1994 9. Stilla havet 1994 10. Monaco 1994 11. Spanien 1994 12. Kanada 1994 13. Ungern 1994 14. Europa 1994 15. Australien 1994 16. Brasilien 1995 17. Argentina 1995 18. Kanada 1995 19. Frankrike 1995 20. Tyskland 1995 21. Europa 1995 22. Stilla havet 1995 23. Japan 1995 24. Spanien 1996 25. Italien 1996 26. Monaco 1997 27. Frankrike 1997 28. Storbritannien 1997 29. San Marino 1998 30. Kanada 1998 31. Storbritannien 1998 32. Ungern 1998 33. Belgien 1998 34. Japan 1998 35. Australien 1999 36. San Marino 1999 37. Spanien 1999 38. Malaysia 1999 39. Japan 1999 40. Brasilien 2000 41. Europa 2000 42. Australien 2001 43. Spanien 2001 44. Belgien 2001 45. Spanien 2002 46. Österrike 2002 47. Europa 2002 48. Tyskland 2002 49. Ungern 2002 50. Belgien 2002 51. Japan 2002 52. Malaysia 2003 53. San Marino 2003 54. Österrike 2003 55. Italien 2003 56. USA 2003 57. Australien 2004 58. Bahrain 2004 59. San Marino 2004 60. Spanien 2004 61. Monaco 2004 62. Europa 2004 63. Frankrike 2004 64. Storbritannien 2004 65. Ungern 2004 66. Kina 2004 67. San Marino 2005 68. Monaco 2005 69. USA 2005 70. Europa 2006 71. Monaco 2006 72. USA 2006 73. Frankrike 2006 74. Tyskland 2006 75. Turkiet 2006 76. Brasilien 2006 |

| 1. Storbritannien 1994 2. Belgien 1994 |